# 花蜜伸行
花蜜 幸伸（はなみつ こうしん、1969年〈昭和44年〉7月13日 - ）は、日本の実業家。
夢の街創造委員会株式会社（現・株式会社出前館）の創業者で代表取締役社長、取締役会長、戦略顧問、特別顧問を歴任した。
一般社団法人ペットの里の応援団長。

## 略歴
- 1988年（昭和63年）3月 - 和歌山県立海南高等学校卒業。
- 1991年（平成3年） - バイク便の会社 アンビシャスエキスプレス株式会社（天王寺区生玉町）を創業する。
- 日動火災の代理店（近畿総合保険）も経営。
- 1996年（平成7年） - バイクショップキングダムを東大阪に創業。
- 1997年（平成8年） - アンビシャスエキスプレス株式会社の自社ビルを天王寺区逢坂（通称バイク通り）に新築移転。バイクショップキングダムと近畿総合保険も同ビルに移転。
- 1999年（平成11年） - インターネットの普及に伴い衰退必至のバイク便事業に見切りをつけ夢の街創造委員会株式会社を設立し、代表取締役就任[1]。世界初の出前の仲介サイト出前館を築く[2]。
- 2002年（平成14年） - 中村利江に夢の街創造委員会の社長職を譲り、会長職に就任[1][3]。
- 2003年（平成15年） - 夢の街創造委員会の戦略顧問に就任[1]。その後、一度、夢の街創造委員会から離れ、株式も売却。
- 2006年（平成18年）6月5日 - 夢の街創造委員会が大阪証券取引所ヘラクレスに上場。
  - 11月1日 - 株式会社日本元気丸を創業し、代表取締役就任[1][4]。
- 2008年（平成20年）12月 - 経営者団体「一般社団法人 日本元気丸」を設立、代表理事に就任。タリーズ創業者松田公太、フォーバル会長大久保秀夫、LIFULL社長井上高志、ベアーズ高橋ゆきらの協力のもと、「もし龍プロジェクト」という政治改革プロジェクトを展開[5]。
- 2013年（平成25年）3月1日 - 夢の街創造委員会株式会社の特別顧問に就任[1]。株主総会での発言権を得るためと、夢の街創造委員会株式会社の株価が安すぎることに不満を持ち、借金と信用取引を使い15%の株式を市場から購入。株価は2013年3月の260円から2013年12月は850円に上昇。株を買い集めることを止めたら、2014年4月から株価が下落し始め、1190円を下回ると追加保証金が発生するため、限界の3倍まで信用取引を使い、累計30億円分の株式を購入して株価を買い支えた。資金が不足していたので、外資系ファンドが10万株買うという話に2014年5月30日に乗った。しかし、これは外資系ファンドに欺されていた。外資系ファンドは契約日の終値の7%引きで購入するという契約だったため、花蜜幸伸と契約したら終値が付く20分前に空売りをかけて相場操縦で終値を吊り下げ、花蜜幸伸から株を受け取ったらそれを相殺すると必ず儲けることができた。株価は一気に7%下落したが、花蜜幸伸は欺されていることに気づかなかった。翌営業日の2014年6月2日に再度この外資系ファンドに株を売り、外資系ファンドが即日、株を空売りしたため、株価が5%下落。追加保証金が払えないため、2014年6月4日に信用取引で買った250万株はすべて強制決済され、株価は1日で26%下落し、10億円の負債を背負う。2014年6月に特別顧問を辞任。2015年の取り調べの際に外資系ファンドに欺されたことを調査官から知らされるが、外資系ファンドの行為は合法として扱われた[3][6][7]。
- 2014年（平成11年）3月 - ペットの殺処分の根絶をめざす一般財団法人ペットの里の設立に参画。
- 2015年（平成12年）2月 - 証券取引等監視委員会が金融商品取引法違反（相場操縦）容疑で、花蜜らの関係先を強制捜査した[6]。
- 2016年（平成28年）
  - 2月29日 - 昨年の強制捜査の件が一部報道でされる。証券市場関係者によると、特別顧問を務めていた2013年（平成25年）ごろ、高値で大量の買い注文を出すなどして、株価を意図的につり上げた疑いが持たれている。
  - 6月15日 - 東京地検特捜部が金融商品取引法違反（相場操縦）容疑で在宅起訴[8]。
  - 8月4日 - 東京地方裁判所にて初公判が開かれ無罪を主張[9]。
- 2017年（平成29年）
  - 2月17日 - 東京地方裁判所にて結審後、弁護団が記者会見を開き、「録音録画停止後の脅しを覆い隠そうとする検察と、加担する裁判所、という構図を露呈した」・「異常な裁判の光景だった」と訴える[10]。
  - 3月24日 - 東京地方裁判所にて破産手続き開始の決定を受ける[11]。
  - 3月27日 - 郷原信郎主任弁護人が投稿「「刑事裁判の意味」が問われる「夢の街」株相場操縦事件判決」[6]。
  - 3月28日 - 破産手続き開始の影響で花蜜の弁護団が自動解任される。弁護士不在のまま、東京地方裁判所にて懲役3年 執行猶予4年、罰金2000万円、追徴金約1億2928万円の有罪判決が言い渡された[12]。
  - 5月19日　ピースマークをデザインし、商品に貼ることで飲料メーカーから協賛金を得て、そのお金で世界の諸問題を解決する仕組みを考え始めたのをきっかけに、「世界平和」を商標取得し商品化する。 (現在は世界平和については生産中止）
- 2018年（平成30年）
  - 5月8日 - 東京高裁は控訴棄却した[13]。
  - 9月21日 - 一般財団法人ピース乾杯プロジェクト設立に参画。世界平和を実現するために「乾杯」の挨拶を世界共通語の「ピース（Peace:平和）」を用いてグラスを合わせる運動を広げる。このプロジェクトで得られた協賛金は、国連が定めたSDGs（持続可能な開発目標）の達成に向け取り組んでいる団体へ贈られ、それぞれが目指す「世界平和」への活動を支援する取り組みを実行する。
  - 10月23日 - 最高裁異議申し立て棄却決定。有罪判決が確定した[14]。

- 2022年（令和4年）
  - 9月26日 - 執行猶予が明けた[15]。罰金についてはクラウドファンディングで集め、追徴金は月1万円の分割で支払っているという[16]。
  - 9月19日 - 人気YouTube番組令和の虎にペットの里　田中亜弓代表とともに出演。ペット殺処分ゼロに向けて番組史上、過去最高額3000万円を求めたところ、条件付き（放送後1か月で1口月額1000円を2000口獲得 黒字化すること）達成となる[17]。
  - 9月20日 - 翌日、令和の虎後編のオンエアをパブリックビューイングで上映。オンエアとともに一気に会員を集め1日にして目標を達成させるが、その後、番組で達成動画が流れた瞬間に解約ラッシュが起きてしまったことを後日暴露している。さらにその後、自身のYouTubeで令和の虎から融資が受けることができなかったことを報告している[18]。
  - 11月13日 - 選対本部長となり、ペットの里 田中亜弓代表を滝沢市市議補欠選挙にて当選させる[19]。
- 2023年（令和5年）
  - 2月1日 - 50年以上の歴史がある岩手雪まつり廃止報道を受け、後継イベントとして「ALLいわて雪フェスティバル」[20]をペットの里で敢行し、28日間で3万人来場し岩手県への認知を広げる講演活動に力を入れている。
  - 7月 - 保護犬・保護猫の殺処分ゼロ＆お年寄りの健康寿命延伸を目指す「シニアのペット飼育推進議員連盟」（通称：ペッ党）発足。

## 不祥事・問題

### 名誉毀損訴訟
2020年12月18日、中村利江（出前館前会長）を花蜜が名誉毀損で東京地裁に提訴。
中村が複数のメディアで「社長就任時の出前館の売上は月約2万円しかなく、一方負債総額は3億円近くあった」等と発言したことが花蜜への名誉毀損にあたると主張した。
花蜜は全国紙への謝罪広告の掲載、慰謝料1千万円の支払いを求めた。
2021年1月8日、FRIDAYが報じた。

### 貸金請求訴訟
2018年10月、花蜜は罰金2000万円の判決が確定。
納付期限である2019年3月18日に、罰金のうち1000万円を運送会社社長から借りて納付した。返済期限は1年後との借用書を交わした。
運送会社社長は花蜜が返済を引き延ばした挙げ句、連絡もなくなった。
運送会社社長は、2021年11月、福岡地裁に貸金請求訴訟を起こし、花蜜には1000万円の支払い命令が言い渡された。
また運送会社社長は、花蜜に4000万円を貸しているパトロンの女性の存在や女性トラブルについても明かした。
2022年3月31日、デイリー新潮が報じた。

## 執筆活動
- 日本元気丸「もし龍プロジェクト」部会『もし坂本龍馬が現役大学生だったら―ニッポンに維新を起こせ』東邦出版、2012年4月1日。ISBN 978-4809410468。
- 花蜜幸伸『僕は夢のような街をみんなで創ると決め、世界初の出前サイト「出前館」を起業した。』総合法令出版、2022年2月17日。ISBN 978-4862808394。

## メディア関連
- 「大阪発のニュービジネス 夢の街創造委員会」毎日新聞 2000年（平成12年）8月28日付大阪朝刊8面[23]
- ネット出前は最も手軽な電子商取引だ 夢の街創造委員会（大阪市）花蜜 伸行社長 [24]
- 「外資系ファンドに相場で負けた」日経ビジネス 2016年（平成28年）9月5日号[25][3]
- 「出前館」創業者の暗夜行路 週刊新潮 2020年（令和2年）5月28日号[26]
- 「出前館」創業者が人生交差点から地獄への一本道　週刊新潮　2020年（令和2年）6月4日号[27]
- 【都知事選】マック赤坂氏の後継者・込山氏に天国と地獄を見たレジェンドが猛ゲキ 2020年（令和2年）6月28日[28]
- 「出前館」創業者が前社長を訴え裁判に... いったいなぜ!? FRIDAY DIGITAL 2021年（令和3年）1月8日号[29]
- 「ウーバーイーツ」と覇権争い「出前館」創業者が振り返る YAHOO!ニュース 2021年（令和3年）5月28日[30]
- 住所不定無職に転落した「出前館」創業者が明かす「借金10億円で破綻」「LINEとの資本業務提携」の舞台裏 YAHOO!ニュース 2021年（令和3年）6月3日[31]
- 「この4年間は地獄でした。でも起業家魂は尽きません」2022年（令和4年）1月5日 経済界ウェブ[32]
- 株価大暴落を招いた『出前館』創業者が語る「地獄の4年4ヵ月と意外な現在」 2022年（令和4年）12月９日 FRYDAY　DIGITAL[33]
- 『出前館』創業者・花蜜幸伸氏の壮絶人生“残りのローンは1073年”でも犬猫保護を目指すワケ「殺処分は瞬時にゼロにできます」 2022年（令和4年）10月18日　週刊女性PRIME[34]
- 伊勢谷友介に主演映画オファー「出前館」創業者の自叙伝で復帰作にぜひ! 2022年（令和4年）2月21日　東スポWEB[35]
- 出前館創業者　伊勢谷友介に映画主演オファー断られた「そういう気にならない」 2022年(令和4年）9月20日　東スポWEB[36]
- 〝俳優復帰〟伊勢谷友介に出前館創業者が主演映画オファー　海外進出も視野 2023年(令和5年）5月9日　東スポWEB [37]